# نیهون ریاکی
نیهون ریاکی (日本略記 (۱۵۹۶) تاریخچه‌ای از تاریخ ژاپن است، این برای کیتسونه به کار رفته است.